# ثورة دائمة
الثورة الدائمة هي الاستراتيجية التي تدعو إلى وجود طبقة ثورية تسعى وراء المصالح الخاصة بها دون تنازلات أو تحالفات مع الشرائح المجتمعية المناقضة لها. صيغ مصطلح الثورة الدائمة، على اعتباره مصطلحًا ضمن النظرية الماركسية، للمرة الأولى من قبل كارل ماركس وفريدريك إنجلز في عام 1850 تقريبًا على أقل تقدير، لكنه استُخدم منذ ذلك الوقت للإشارة إلى مفاهيم مختلفة من قبل منظرين مختلفين، يبرز من بينهم ليون تروتسكي.
الثورة الدائمة لدى تروتسكي هي تأويل لإمكانية حدوث الثورات الاشتراكية ضمن مجتمعات لم تترسخ فيها الرأسمالية المتطورة. تقول نظرية تروتسكي أيضًا إن الطبقة البرجوازية في الدول الرأسمالية ذات التقدم المتأخر غير قادرة على تطوير قوى إنتاجية بشكل يتيح تحقيق نوع من الرأسمالية المتطورة يتكفل بالتطوير الكامل لطبقة بروليتارية صناعية؛ وإن البروليتاريا تستطيع –ومن ثم يجب عليها- أن تستولي على السلطة الاجتماعية والاقتصادية والسياسية، فتقود تحالفًا بينها وبين طبقة الفلاحين.

## كارل ماركس وفريدريك إنجلز
استخدم ماركس المصطلح للمرة الأولى في عبارته القائلة «بالاستعاضة عن الحرب الدائمة بالثورة الدائمة» التي وردت في الفقرة التالية من كتاب العائلة المقدسة (1844) التي كتب ضمنها يقول أيضًا:
قدم نابليون آخر معارك الإرهاب الثوري ضد المجتمع البرجوازي الذي كان قد أعلِن عنه من قِبل هذه الثورة نفسها، وضد سياسة هذا المجتمع. أدرك نابليون من الأساس، بالتأكيد، جوهر الدولة الحديثة؛ فهم أنه يقوم على التطوير الذي لا يعوقه شيء للمجتمع البرجوازي، وعلى حرية حركة المصلحة الخاصة، إلخ. قرر أن يقدّر هذا الأساس ويذود عنه. لم يكن إرهابيًا حالمًا منسلخًا عن الواقع يطاول رأسُه الغمام، غير أنه رغم ذلك نظر إلى الدولة على اعتبارها غاية في حد ذاتها وإلى الحياة المدنية فقط على اعتبارها خازنًا لها وتابعًا يجب ألا يكون له إرادة ذاتية. وقد وصل بالإرهاب إلى المثالية بالاستعاضة عن الحرب الدائمة بالثورة الدائمة، إذ أذكى غرور الأمة الفرنسية إلى حد التخمة التامة لكنه طالب في الوقت نفسه بالتضحية بأعمال البرجوازية ومباهجها وثروتها، وما إلى هنالك، كلما استوجب ذلك الهدفُ السياسي للفتح. ورغم أنه أقدم بدكتاتورية على قمع ليبرالية المجتمع البرجوازي -وهي المثالية السياسية لممارسته اليومية-، فلم يُظهر اعتبارًا أكبر لمصالح هذا المجتمع المادية الأساسية المتمثلة في التجارة والصناعة كلما تعارضت مع مصالحه (أي نابليون) السياسية. كان ازدراؤه لرجال الأعمال الصناعيين تتمةً لازدرائه للمذهبيين ذوي الأيديولوجيات. وفي سياسته المحلية أيضًا، كان يقاتل المجتمع البرجوازي على اعتباره خصم الدولة التي ظل يعتبرها هدفًا جوهريًا على المستوى الشخصي. وبذلك أعلن في مجلس الدولة أنه لن يسمح لمن يملك عقارات واسعة أن يحرثها أو أن يفعل ذلك كما يحلو له على الأقل. ومن ذلك المنطلق أيضًا، تصور خطة إتباع التجارة للدولة عن طريق تخصيص رسوم النقل الطرقية. اتخذ رجال الأعمال الفرنسيون خطوات لاستباق الحدث زعزعت سلطة نابليون أول الأمر، إذ أرغمه سماسرة الصيرفة الباريسيون -عن طريق مجاعة أحدثوها- على تأخير استهلال الحملة الروسية لمدة شهرين تقريبًا، فاضطر من ثم إلى بدئها في وقت متأخر جدًا من العام.
في هذه الفقرة، يقول ماركس إن نابليون منع الثورة البرجوازية في فرنسا من استيفاء أهدافها؛ إذ منع القوى السياسية البرجوازية من تحقيق التعبير الكامل عن مصالحها. وفقًا لماركس، فعل نابليون ذلك عن طريق «قمع ليبرالية المجتمع البرجوازي» ولأنه «نظر إلى الدولة على اعتبارها غاية في حد ذاتها»، وتلك قيمة كانت تدعم «الهدف السياسي للفتح» الخاص به، وبذلك استعاض عن «الحرب الدائمة بالثورة الدائمة». غير أن الجملتين الأخيرتين تُظهران أن البرجوازية لم تتخلَّ عن الأمل، بل تابعت السعي خلف مصالحها. بالنسبة إلى ماركس، تستوجب الثورة الدائمة وجود طبقة ثورية (هي البرجوازية في هذه الحالة) تواظب على تمهيد الطريق لمصالحها وتحقيقها بصرف النظر عن الغلبة السياسية التي يتمتع بها أطراف لديهم مصالح مناقضة.
بحلول عام 1849، بات ماركس وإنجلز قادرَين على اقتباس استخدام العبارة من قِبل كتّاب آخرين (يوجين ألكسيس شفانبك، وهو صحفي لدى صحيفة كولنيش تسايتونغ، وهنري دروي)، مشيرين بذلك إلى حصول هذه العبارة على بعض الاعتراف في الدوائر الفكرية.

### خطاب اللجنة المركزية للرابطة الشيوعية في مارس 1850
يُعد أشهر استخدام صاغه ماركس لعبارة الثورة الدائمة هو ذلك الذي ورد في خطاب اللجنة المركزية للرابطة الشيوعية في مارس 1850. كان جمهوره يتكون من الطبقة البروليتارية في ألمانيا، إذ أطل عليهم بالمنظور الذي يقول «إن ديمقراطيي البرجوازية الصغيرة سيكتسبون تأثيرًا سائدًا في الوقت الحالي»، أي قوة سياسية مؤقتة. تحدث عن ذلك قائلًا:
في حين تسعى البرجوازية الصغيرة الديمقراطية إلى إنهاء الثورة في أسرع ما يمكن، دون تحقيقها ما يتجاوز الأهداف المذكورة آنفًا على أكثر تقدير، فإن مصلحتنا ومهمتنا تتمثلان في جعل الثورةِ دائمةً حتى تُزاح جميع طبقات ذوي الأملاك بمختلف درجاتها عن المناصب الحاكمة، وحتى تتبوأ البروليتاريا سدة السلطة في الدولة، وحتى ينجز اتحاد البروليتاريين تقدمًا كافيًا -لا في دولة واحدة فقط، بل في جميع الدول القيادية في العالم- يكون كفيلًا بانقطاع المنافسة بين بروليتاريي هذه الدول وتمركز القوى الإنتاجية -الحاسمة على الأقل- في أيدي العمال.
في ما تبقى من النص، يلخص ماركس اقتراحه بأن تعمل البروليتاريا على «جعل الثورة ائمة». ويتطلب ذلك في جوهره أن تنتهج الطبقة العاملة منهجًا قتاليًا مستقلًا تجاه السياسة في أثناء النضال وخلاله وبعده يكون من شأنه إيصال ديمقراطيي البرجوازية الصغيرة إلى السلطة.

#### وجوب التنظيم المستقل للبروليتاريا
أظهر ماركس تخوفًا من أن تسعى البرجوازية الصغيرة خلال عملية التغيير السياسي الوشيك هذه إلى «توريط العمال بتنظيم حزبي تسود فيه شعارات ديمقراطية اشتراكية عامة تكون ستارًا يخفي مصالحهم المحددة، وربما لا يمثل المطالب البروليتارية الواضحة بحجة حفظ السلم. وسيصب مثل هذا الاتحاد في مصلحتهم وحدهم وضد مصلحة البروليتاريا تمامًا. ستخسر البروليتاريا مكانتها المستقلة التي كسبتها بشق الأنفس وتتدنى مرتبتها مرة أخرى إلى مجرد ملحق بالديمقراطية البرجوازية الرسمية».
لخص ماركس الطريقة التي ينبغي أن ترد البروليتاريا بها على هذا التهديد، إذ قال أولًا: «قبل كل شيء آخر، يجب على الرابطة [الشيوعية] أن تعمل على إنشاء تنظيم مستقل لحزب العمال، يكون سريًا وعلنيًا في الوقت نفسه، ويحاذي الديمقراطيين الرسميين، وعلى الرابطة أيضًا أن تهدف إلى جعل كل واحدة من كميوناتها مركزًا ونواة للاتحادات العمالية يمكن فيها نقاش مكانة البروليتاريا ومصالحها مع التحرر من تأثير البرجوازية»، إذ إنه «من الضروري لهم قبل كل شيء أن يتمتعوا بتنظيم مستقل ومتمركز في المنتديات». يقول ماركس بالفعل إن إقامة «اتحاد نفعي مؤقت» يكون مباحًا إذا وفقط إذا «وجب النضال ضد عدو ما بشكل مباشر»، غير أن هذا ليس عذرًا لإقامة تحالف طويل الأمد بما أن التحالفات الطارئة ستقوم عند الحاجة على نحو مُرضٍ.

#### البرنامج السياسي للمطالب التي تهدد الإجماع البرجوازي
في مقالة كان ماركس قد نشرها قبل عامين، أشار إلى «برنامج للثورة الدائمة، للضرائب المتدرجة وضرائب الميراث، لتنظيم العمل». وهذا يؤكد الانطباع أن نظرية ماركس حول الثورة الدائمة لا تتعلق بالثورة في حد ذاتها، بل تدور بالأحرى حول الموقف الذي ينبغي للطبقة الثورية أن تتبناه خلال فترة خضوعها السياسي، بما في ذلك برنامج المطالب السياسية التي ينبغي اعتزامها. سُلط الضوء على هذا الجانب ضمن خطاب اللجنة المركزية للرابطة الشيوعية. بالإضافة إلى التمهيدات للتحالف التنظيمي مع البرجوازية الصغيرة، أبدى ماركس مخاوف تجاه مساعي «رشوة العمال بصدقات مموهة إلى حد ما وكسر قوتهم الثورية من خلال جعل وضعهم يبدو لهم محتملًا». بناء على ذلك، يجب على حزب العمال أن يستخدم تنظيمه المستقل من أجل الدفع ببرنامج سياسي يهدد الوضع الراهن للبرجوازية وفقًا لما يلي:
1-  يمكنهم إرغام الديمقراطيين على الإغارة على أكبر عدد ممكن من مجالات التراتبية الاجتماعية، من أجل التشويش على وظيفيّتها المعتادة وحمل ديمقراطيي البرجوازية الصغيرة على تعريض أنفسهم للخطر؛ علاوة على ذلك، يمكن للعمال فرض تمركز أكبر عدد ممكن من القوى الإنتاجية -وسائل النقل، والمصانع، والسكك الحديدية، وما إلى هنالك- في أيدي الدولة.
2-  يجب على العمال دفع مقترحات الديمقراطيين إلى أقاصيها المنطقية (إذ إن الديمقراطيين سيتصرفون على أي حال وفق نهج إصلاحي لا ثوري) وتحويل هذه المقترحات إلى هجوم مباشر على الملكية الخاصة. إن اقترحت البرجوازية الصغيرة مثلًأ شراء السكك الحديدية والمصانع، يجب على العمال أن يطالبوا بمصادرة الدولة لهذه السكك الحديدية والمصانع ببساطة دون تعويضات باعتبارها ملكيات رجعيين. [...] وبذلك يتعين ضبط مطالب العمال وفقًا لمقاييس الديمقراطيين وامتيازاتهم.
في هذه الفقرة، نرى كيف يعتقد ماركس أنه ينبغي للبروليتاريا رفض تلطيف مطالبها وإخضاعها لإجماع البرجوازية الصغيرة والسعي إلى تحقيق التأميم الشامل. علاوة على ذلك، ينبغي لمطالب العمال أن تسعى دائمًا إلى دفع البرجوازية نحو أبعد مما هي مستعدة لبلوغه، دون أن تشكل الثورة تهديدًا لها في الوقت نفسه.